# تورونچلو، مرسین
تورونچلو، مرسین (به لاتین: Turunçlu, Mersin) یک منطقهٔ مسکونی در ترکیه است که در استان مرسین واقع شده‌است.

## خصوصیات
تورونچلو ۱۴۷ نفر جمعیت دارد و ۲۷۰ متر بالاتر از سطح دریا واقع شده‌است.